# Still Dangerous
Still Dangerous es un álbum en directo de la banda de rock irlandesa Thin Lizzy, grabado en dos conciertos que la banda hizo en el Tower Theater de Filadelfia los días 20 y 21 de octubre de 1977, parte de su gira promocional del disco Bad Reputation.

## Lista de canciones
1. "Soldier of Fortune" (Phil Lynott)
2. "Jailbreak" (Lynott)
3. "Cowboy Song" (Brian Downey, Lynott)
4. "The Boys are Back in Town" (Lynott)
5. "Dancing In the Moonlight" (Lynott)
6. "Massacre" (Downey, Scott Gorham, Lynott)
7. "Opium Trail" (Downey, Gorham, Lynott)
8. "Don't Believe a Word" (Lynott)
9. "Baby Drives Me Crazy" (Downey, Gorham, Lynott, Brian Robertson)
10. "Me and the Boys" (Lynott)
11. "Bad Reputation" (Downey, Gorham, Lynott)
12. "Emerald" (Gorham, Downey, Robertson, Lynott)

## Créditos
- Phil Lynott – bajo, voz principal
- Scott Gorham – guitarra líder, coros
- Brian Robertson – guitarra líder, coros
- Brian Downey – batería, percusión
- John Earle - saxofón en "Dancing In The Moonlight"